# Acció tipus caixa d'Anson

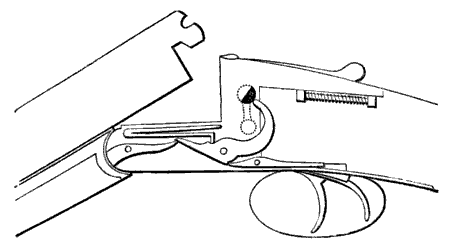
L'Acció tipus Anson, mostrada amb la caixa oberta, martells armats i el fiador (sistema de bloqueig) muntat

L'acció tipus Anson o pany boxlock és un pany sense gallets del tipus que s'utilitza correntment en la majoria d'escopetes de doble canó actuals, que data de 1875. Va ser desenvolupat per Anson i Deeley, basat en l'anterior acció de Westley Richards. L'acció Boxlock utilitza martells amagats amb auto-bloqueig en una acció basculant. Encara que fou molt malt considerat al principi, tot i l'oposició de la majoria dels esportistes i fabricants, l'acció de boxlock es va convertir ràpidament en la forma dominant del pany d'escopeta de doble canó.

## Descripció

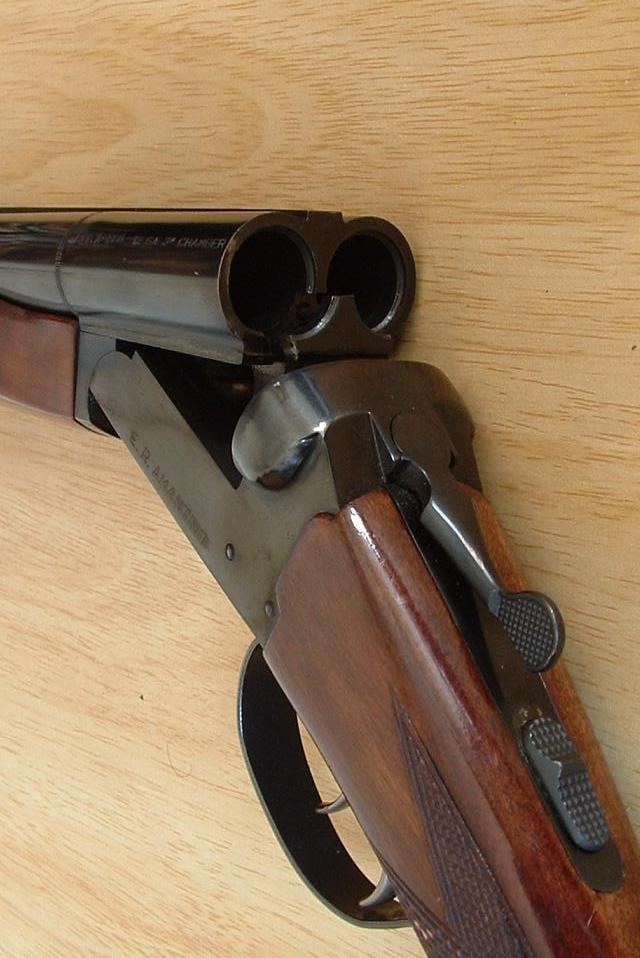
Acció tipus Anson d'una típica escopeta de dos canons, obert i amb l'extractor visible. També poden veure's la palanca d'obertura i el fiador de seguretat

El pany de caixa Anson va ser el resultat d'una llarga evolució del pany sense gallets, creat per dos armers, Anson i Deeley, que treballaven per a l'empresa Westley-Richards el 1875. La contribució d'Anson i Deeley va ser un mecanisme de tancament simple i elegant, que va proporcionar un pany sense gallets amb menys peces mòbils que els models amb gallets disponibles en aquell moment. Això permetia un accionament robust i simple que era més ràpid d'operar que les armes amb gallets existents. El model original, que es mostra a dalt, utilitzava una seguretat de bloqueig dels martells, que donava problemes, ja que, d'una manera aleatòria, era possible que l'arma es disparés en el moment de treure el fiador. Una millora de 1882 va incorporar un fiador de bloqueig del disparador, que s'activava automàticament quan s'armaven els martells. Aquest tipus de seguretat automàtica encara preval en els panys boxlock moderns.